# Вендстен
Вендстен (фр. Windstein) — коммуна на северо-востоке Франции в регионе Гранд-Эст (бывший Эльзас — Шампань — Арденны — Лотарингия), департамент Нижний Рейн, округ Агно-Висамбур, кантон Рейшсоффен. До марта 2015 года коммуна административно входила в состав упразднённого кантона Нидербронн-ле-Бен (округ Агно).
Площадь коммуны — 11,97 км², население — 164 человека (2006) с тенденцией к стабилизации: 177 человек (2013), плотность населения — 14,8 чел/км².

## Население
Население коммуны в 2011 году составляло 175 человек, в 2012 году — 174 человека, а в 2013-м — 177 человек.
| 1962 | 1968 | 1975 | 1982 | 1990 | 1999 | 2006 | 2008 | 2011 | 2012 | 2013 |
| ---- | ---- | ---- | ---- | ---- | ---- | ---- | ---- | ---- | ---- | ---- |
| 216  | 191  | 201  | 185  | 166  | 174  | 164  | 165  | 175  | 174  | 177  |

Динамика населения:

## Экономика
В 2010 году из 131 человек трудоспособного возраста (от 15 до 64 лет) 91 были экономически активными, 40 — неактивными (показатель активности 69,5 %, в 1999 году — 77,9 %). Из 91 активных трудоспособных жителей работали 86 человек (53 мужчины и 33 женщины), 5 числились безработными (один мужчина и четыре женщины). Среди 40 трудоспособных неактивных граждан 5 были учениками либо студентами, 20 — пенсионерами, а ещё 15 — были неактивны в силу других причин.